# Little Altcar
Little Altcar – wieś w Anglii, w hrabstwie ceremonialnym Merseyside, w dystrykcie metropolitalnym Sefton. Leży 18 km na północ od centrum Liverpool i 301 km na północny zachód od Londynu. Miejscowość liczy 892 mieszkańców.